# Гольдинген (Санкт-Галлен)
Гольдинген (нем. Goldingen) — деревня и бывшая коммуна Швейцарии, в кантоне Санкт-Галлен.
До 2012 года имела статус отдельной коммуны. 1 января 2013 года вошла в состав коммуны Эшенбах.
Входит в состав округа Зе-Гастер. Население составляет 1044 человека (на 31 декабря 2006 года). Официальный код — 3333.